# 利己的遺伝子
利己的遺伝子（りこてきいでんし）とは、自然淘汰されるものは個体ではなくその遺伝子であるという、現代進化論や進化生物学における比喩的表現。これはリチャード・ドーキンスが用いた表現であり、より自己増殖に有利な働きをする遺伝子がより生存することを意味する。利己的遺伝子論は、自然選択や生物進化を遺伝子中心の視点で理解することであり、遺伝子選択説もほぼ同じものを指す。
ドーキンスの生物学書『利己的な遺伝子』について、2018年に進化生態学者の岸由二は本書を名著と呼び四〇年を生き抜いた本書は、現代の進化論的生態学の視野をみごとに紹介する学術書、当該分野の研究・批評を志す者の必読の入門書として、評価も確定したと述べている。2016年『ゲノム生物学（Genome Biology）』の論説によれば、本書はダーウィンの進化論を論理的に結論づけた本であり、おそらく本書の不朽の重要性を最も良く示しているのは、何世代もの科学者たち──この論説の著者らを含む──への圧倒的な影響力であり、本書は科学者たちを刺激して遺伝学、ゲノム科学、進化論を探求させた。同年『ネイチャー』における科学ジャーナリストのマット・リドレーによればドーキンスが支持して具体化した遺伝子中心の進化観は今や、進化論においても、野生動物ドキュメンタリー番組など一般向けの自然史解説においても、中核をなしている。

## 概要
『百科事典マイペディア』によると現代において、生物を「遺伝子の乗り物」とする論（利己的遺伝子論）は多大に影響している。なお、この文脈での遺伝子の利己性は他の遺伝子に対する関係であり、生物が利己的に行動するとは限らない。利己的な遺伝子の働きは、生物の利他的行動を成り立たせてもいる。
- 例：一見すると個体の直接的利益にならないような利他的な行動は、社会性昆虫などにしばしば見られる[7]。不妊の働きバチの利他的行動を利己的遺伝子論から見ると、これは自分の遺伝子に近い子孫を女王バチに生ませる行動である[7]。

『利己的な遺伝子』によれば、遺伝子に比べて生物個体は不安定であり、遺伝子（のコピー）は個体が老衰や死を迎える前に、次世代の個体へと乗り移っていく。

### 遺伝子の乗り物／生存機械
2003年数理社会学会『理論と方法』の論文は、進化ゲーム理論と分子生物学を論じる中で
生物においても、個体はいわば遺伝子の乗り物である
と述べている。『利己的な遺伝子』によれば、生物は「遺伝子のヴィークル〔乗り物〕」と表現可能であり、それは遺伝子が退出する経路を持っている。その経路とは生殖細胞であり、より具体的な例では卵子や精子である。次のようにも書かれている：

同書によると、生物は
長命な遺伝子の束の間の連合によって作られた生存機械
だとも言える。2017年『神経治療学』の論文では、生物と動物の違いについて
要約すると，素早く動くという手段を手に入れて有利に遺伝子を残そうとした生存機械が動物である
とされている。

#### 遺伝子と生存機械（乗り物）の起源
現代の進化生物学の考えでは、かつて30～40億年前の海洋──原始のスープ──において、分子レベルの化学反応が数億年かけて繰り返される中で、自らを複製する分子──すなわち、自己複製子としての分子──が偶然現れた。自己複製子の内、淘汰を免れて化学的な外被をまとった分子が、現代生物学では遺伝子と呼ばれている。
自己複製子が行う自己複製は完璧ではなく、誤りが発生することがある。特に発生当初の未発達な自己複製子は、今よりも誤りが多かったと考えられている。「原始のスープ」において、不正確な複製をされて変異した分子は、オリジナルより自己複製しにくい仕組みを持つ分子もあり得たし、しやすい仕組みを持つ分子もあり得た。そうして分子がさらに増えていくと、分子を構成する資源をめぐって、分子同士の物理的な競争（であるかのように見える行動）が発生した。（もちろん、分子に感情や知能は無い。）
結果的には、より自己複製に有利な行動をする分子ほど、より自己複製しやすく存続しやすい。そのため、自己複製のための自己維持に有利な仕組み──外界から身を守る化学的な（タンパク質の）外被──をまとった分子が現れると、この分子はさらに自己複製していった。現代では、この分子を覆う仕組みが生存機械の、つまり生物の始まりであると考えられている。
同書は重要な点として遺伝子がその定義上、コピーの形でほぼ不滅であると述べている。生存機械と違って遺伝子は老衰せず、不滅と言えるに近いものとして定義されている。（生物の寿命と対照的に遺伝子の寿命は、1万～100万年単位で推計されている。）

#### 利己的遺伝子の協同としての乗り物（機械）
『利己的な遺伝子』によれば、遺伝子は非常に群居性が強い。一つの生存機械は、何千もの遺伝子を含んだ一つの乗り物（ヴィークル）である。言い換えれば「遺伝子の乗り物」とは、それぞれの利己的な遺伝子の役割が（ほとんど区別できないほど）組み合わさった協同事業である。
前掲『理論と方法』の論文によれば、遺伝子および乗り物という概念は、ボートクルーおよびボートという比喩と関連深い。生物個体という乗り物に乗り合わせた遺伝子セットの生存競争は、ボートに乗り合わせたクルーたちのボートレースのようなものである。競争において、あるクルーたち（遺伝子セット）は、互いに足を引っ張り合うよりも協力し合う方が、他のクルーたちに比べて生存しやすくなる。

## 遺伝的決定論との違い
『利己的な遺伝子』によれば、利己的遺伝子論は「遺伝的決定論」ではない。遺伝的決定論では、遺伝子が全ての体と心の行動を制御（control）する。
これに対し利己的遺伝子論では、遺伝子は人間の行動に統計的な影響力を行使する。遺伝子は統計学的な意味でのみ行動を『決定』する、とも言える。すなわち遺伝子は自然淘汰によって進化したどのような行動パターンにも一定の統計的影響力を行使している。同時に利己的遺伝子論では、遺伝子からの影響力は、他の影響力によって変形や克服や逆転されることがあり得る。その一例は避妊であり、すなわち性欲に関する遺伝子からの影響力を抑制することである。

## 詳説
利己的遺伝子論では、「利己的」とは「自己の成功率（生存と繁殖率）を他者よりも高めること」と定義される。「利他的」とは「自己の成功率を損なってでも他者の成功率を高めること」と定義される。これらの用語は日常語の「利己」のように行為者の意図やもくろみを表す言葉ではなく、行動自体をその結果のみに基づいて分類するための用語である。行為者がどのような意図を持っていようとも、行為の結果が自己の成功率を高めるのであれば、それは「姿を変えた利己主義」と考えることができる。
個体レベルでの自然選択に注目すると、きびしい生存競争の中でわずかでも利他的な行動をとる個体は、そうでない個体よりも平均して「うまくやっていけない」と予測できる。全ての個体が利他的であれば、その群に属するもの達は非常に上手くやっていけるであろうが、中に一個体でも利己的な個体が混入すれば、利他的個体を食い物にして繁栄するであろう。利己的個体は多くの子を残し、次第に利己的な個体は数を増していくであろう。他集団からの移住や、突然変異など利己的な個体の混入をふせぎ続けることは不可能である（進化的に安定な戦略も参照）。
しかし、現実の自然界では、子育て行為や群れの中での役割分担など多くの利他的行動と考えられる例も見られる。この事実は、一見すると自然選択説の予想と矛盾するように感じられる。
ドーキンスをはじめとする遺伝子選択論者は、選択や淘汰は実質的には遺伝子に対して働くものと考え、利他的行動が自然界に存在しうる理由を以下のように説明した。
1. ある遺伝子Aに促された行動は、自ら損害を被っても同じ遺伝子Aを持つ他の個体を助ける性質があると仮定する。これは個体レベルで見れば利他的行動である。
2. その行動による個体の損失より遺伝子Aを持つ個体全体が受ける利益が大きいなら、遺伝子Aは淘汰を勝ち抜き、遺伝子プール中での頻度を増していくと考えられる。
3. 結果として、遺伝子Aに促された利他的行動も広く見られるようになる。

遺伝子Aは繁殖率が高いので利己的と言える。すなわち、個体の利他的行動も遺伝子の利己性に基づいた行動として説明される。他の個体がある遺伝子を持っているかを直接見極めることは野生動物には不可能である。ドーキンスは、実際の動物の行動は同一遺伝子を持つ確率に関係する事柄に基づいていると考えており、同一遺伝子を持つ確率が高い例として、外見の特徴の類似、血縁関係の強い群れのメンバー同士であること、そもそも出会う相手が血縁者である確率が高い種（個体があまり移動しない種や小群で行動する種）の場合は相手が同種であること自体などを挙げている。
なお、利己的遺伝子論で用いられている「遺伝子」の語は、分子生物学的な定義から離れて、結果論的な使われ方をしている。ドーキンスは、「遺伝子ということばを、何世代にもわたって続き、多くのコピーという形で配分されるくらいに小さい遺伝単位という意味で使っている」と述べている。

### 個体としての利他主義、遺伝子としての利己主義
個体の行動は、その個体の中にある遺伝子によって支配されている。ある利他的行動が集団の中で増えるということはその行動を支配する遺伝子が増えたことを意味する。ここでいう遺伝子とは、個々のDNA片のすべてのコピーのことである。遺伝子の目的は、自分のコピーを遺伝子プール内に増やすことであり、遺伝子は他の個体を助けることによって、その個体の中にある自分のコピーを助けることが出来る。これは、個体のレベルで見れば利他的行動だろうが、実質的には遺伝子による利己的行動である。
遺伝子中心で考えると理解がたやすいのは、ミツバチの働きバチなど、社会性昆虫における不妊階層がみせる利他的な行動である。自らは子孫を残さずひたすら女王バチに献身する働きバチの行動に、どのような進化的利益があるのか？遺伝子中心の立場からはこう説明できる。働きバチの持つ遺伝子（母親の手助け行動をとらせる遺伝子も含む）にとって、働きバチ自身が繁殖をし50%だけ自分の遺伝子を持った子を作るよりも、女王バチの繁殖を助けて75%の共通遺伝子を持つ妹を育てることが、遺伝子のコピーを効率的に増やすことになるのである（血縁選択説#膜翅目の真社会性を参照）。つまり働きバチの行動は個体としては利他的だが、遺伝子にとっては利己的なのである。
動物がとる明らかに利己的な行動の例としては、南極のペンギンがあげられる。彼らは氷棚の上で海面を見つめて長時間じっとしていることがある。これは天敵のアザラシが海中にいないか覗っているのである。そのうち待ちきれなくなると、押し合いをして他の個体を海に突き落とそうとまでする。もし率先して飛び込む「利他的」な個体がいれば、彼の中の「利他的遺伝子」と共に真っ先に食べられてしまう可能性が高いだろう。この場合利益を受けるのは他の個体である。真っ先に飛び込まない性質、真っ先に飛び込まない遺伝子が利益を享受する。よりよく知られている例としては、カマキリの共食いがある。カマキリは動くものは何でも食べる習性があり、メスのカマキリは交尾の前や最中、後に交尾の相手のカマキリを食べようとする。オスのカマキリは頭部がなくなると生殖能力が上昇するので、メスのカマキリは、オスを食べることによる食物の獲得とともに、生殖の成功率を上げることができる。この場合のカマキリのメスは自分の利益を上昇させると同時に相手の利益を減少させるという点で利己的である。さらに他の例として、ユリカモメの例がある。ユリカモメの雛は小さく、他の鳥がひとのみにできてしまうほどである。ユリカモメは大きなコロニーを作り、一つの巣と他の巣はわずか数十センチしか離れていない。ある親鳥は他の巣の親鳥が巣を離れた際にその巣のひな鳥を食べてしまうことがある。
そのほかの利他行動の遺伝子中心的な説明は利他的行動#行動の分類を参照のこと。

### 個体としての利他主義によって遺伝子の受ける利益

#### 利他主義による利益
遺伝子が他の体に宿る自分自身のコピーへの援助を、個体レベルの利他的行動で行うことは前述の通りだが、実際にはどのようにして自身のコピーが宿る個体を見分けるのだろうか。また、どの程度の利他的行動が遺伝子にとって利益を最大にするのだろうか。人間のアルビノ（先天性色素欠乏症）について考えると、アルビノの遺伝子は劣性であり、この遺伝子は他のアルビノの個体を助けるように、自分の宿っている体をプログラミングすることによって自身のコピーを助けることが出来る。この場合、肌が白いというアルビノの形質は、遺伝子がその個体にアルビノに関する遺伝子を持っているかを見分けるのに役に立つ。このようにしてアルビノの遺伝子は助け合うのだが、実際にアルビノの個体同士は助け合って生きているわけではない。アルビノの遺伝子は、他のアルビノ遺伝子を助けたいという意志はもっていない。遺伝子に意志はないのである。だが、アルビノの遺伝子が、他のアルビノの個体を助けるように、自分のいる体を促すという性質を持っているなら、この遺伝子は遺伝子プール内で増えていくはずである。そのためには、アルビノが体に白い肌を与えるという効果と、他の肌の白い個体を助けるといった二つの独立した効果を持っていなければならない。アルビノの個体が、ある他の個体に自分のコピーである遺伝子があるかどうかを見極めるには二つの方法がある。一つは、前述のアルビノ、またえんどう豆のひげの色やショウジョウバエの目の色とった外見に表れる形質である。そしてもう一つは、血縁である。

##### 遺伝子の近縁度
遺伝子の利他的行動の利益の計算に必要な近縁度とは、二人の親類がひとつの遺伝子を共有している確率である。ここでは、話を簡潔にするために遺伝子Xについての近縁度を見ていく。ある個体が遺伝子Xを持っていたとしてその個体の姉がXを持っている確率は50％である。ある個体がXのコピーを一つ持っていたとして、それはその個体の父親か母親のどちらかから受け取っているはずである。このXを父親から受け取ったとすると、父親の体細胞のすべてはXを一つ持っており、精子を作るときには父親の全遺伝子の半分が精子に入るので、姉がXを受け取っている確率は50％である。母親のときも同じように50％の確率で姉はXを受け取っている。これは、ある個体に100人の兄弟がいればそのうちの約50人はXを持っており、また、ある個体が100個の珍しい遺伝子を持っていればそのうちの約50個を兄弟が持っているということでもある。先ほどの例の兄弟の場合は1/2である。近縁度の計算には、まず世代間隔を数える必要がある。世代間隔を求めるためにはまずAとBの共通の祖先を見つけ出す。そして、Aから共通の祖先まで世代を遡り、再びBまで世代を下ることで得られる。AがBの叔父であるなら世代間隔は3である。AとBの近縁度を求めるには世代ごとに1/2を掛けていけばいい。AとBが叔父と甥の関係ならば近縁度は(1/2)3である。なお、これはAB間の血縁度の一部である。二人に共通の祖先が複数人いる場合には先ほどの近縁度に共通の祖先の人数をかける。いとこ同士には共通の祖先が二人いる(祖父と祖母)。いとこの世代間隔は4なので近縁度は2×(1/2)4=1/8である。
近縁度の計算が出来たら、利他的行動の利益についてより正確に理解できるようになる。5人のいとこ（近縁度＝1/8）を救うために命を捨てる遺伝子は増えていかないだろうが、5人の兄弟（近縁度＝1/2）か10人のいとこを救うために命を投げ出す遺伝子は増えていくだろう。この遺伝子は平均として利益の受益者の中で行き続けることができるからである。ここでは個体間の近縁度を計算によって求めたが、自然の中で動物がそのように近縁度を計算することはない。しかし、人間が放り投げた玉の放物線の軌道を、複雑な微分方程式なしに予測して玉をキャッチできるように、動物は複雑な計算をしているがごとく血縁者の利益のために行動する。そのように遺伝子はプログラミングされているのである。

#### 生物はどのようにして利他主義による利益を計算しているのか
生物個体が実際に遺伝子の利益になるように利他的行動をとるのは、前述のような対数による計算を行っているのではなく、遺伝子によってあたかも対数による計算の結果に従っているかのようにふるまうようにプログラムされているからである。生物が行動の基準とする賞味の利益の方法は例えば次のようなものである。
行動パターンの正味の利益＝自分の利益－自分の危険＋兄弟の利益の1/2－兄弟の危険の1/2＋

いとこの利益の1/8－いとこの危険の1/8＋他のいとこの利益の1/8－他のいとこの危険の1/8････
生物は、遺伝子の利益が最大になるように、この合計結果が最大になるように行動するものと考えられる。ここで、食料に関する利他主義の利益の例を見てみよう。例えば、ある個体Cがキノコを3個見つけたとする。近くには弟といとこがいる。キノコ1個を食べたときの利益を5とすると、キノコ3個を独り占めしたときの利益は5×3＝15である。では、弟といとこを呼ぶとどうなるだろうか。Cの中にある遺伝子が受け取る利益は、自分で食べた分が5×1＝5、弟の食べた分の利益が5×1×1/2＝5/2、いとこの食べた分の利益が5×1×1/8＝5/8である。よって、行動パターンの正味の利益は65/8で、ひとりで食べた場合の15に劣る。この場合は弟といとこを呼ばないほうが良いことになる。これは、かなり単純化した例であって、実際には個体本体の空腹状態など様々な要因が絡んでくる。

### 選択の単位としての遺伝子
進化は自然淘汰によって進み、淘汰は最適者に利益をもたらす。では、この場合の最適者とは何を指すのだろうか。最適個体のことか、最適品種のことか、あるいは最適種のことだろうか。淘汰が種や集団に働くのだとすれば、各個体が種や集団の他の個体の利益のために自分を犠牲にしている種や集団は、繁栄する確率が高いだろう。したがって、このような種や集団によって地球は占められていくことになる。これが群淘汰説である。もう一つの一般的な説が、個体淘汰あるいは遺伝子淘汰と呼ばれるものである。この本の中では、著者は個体淘汰あるいは遺伝子淘汰の支持者であり、遺伝子淘汰説という呼び方の方を好んでいる。実際に長い進化の時間の中で生きたり死んだりするのは個体である。しかし個体は一時的な存在である。たとえばガゼルの群れの中に警戒心が強い個体と、足の速い個体が生まれたとする。この二個体は生き延びるのに有利で、多くの子孫を残し、繁栄すると考えられる。何世代も経った後、そのガゼルの群れは強い警戒心と足の速さを持つ個体ばかりになっているだろう。このとき、数を増やしたと言えるのは、警戒心が強い個体でも足の速い個体でもない。警戒心の強さと足の速さという形質、そしてそれに影響を与える一連の遺伝子である。有性生殖する生物では個体は一世代のみのユニークな存在である。彼らが子孫を残す時、彼らの体を作っていた遺伝子はばらばらにされ、混ぜ合わされて子に伝えられる。また、個体の表現型は遺伝要因と環境要因の相互作用によって作られるため、そのまま子に伝わるわけではない。いっぽう遺伝子一つ一つはより長い時間存在することができる。つまり、進化の営みの中で、数を増やしたり、減らしたりする実質的な単位は遺伝子と言える。このことは、生物の起源をさかのぼることで理解することが出来る。生命の誕生以前の地球には水、二酸化炭素、メタン、アンモニアなどの単純な化合物があった可能性が高い。これらの物質を、フラスコに入れ紫外線や電気花火などのエネルギー源を2週間ほど与え続けることでアミノ酸を作ることが出来る。さらに、実験室での原始の地球を模した実験ではプリンやピリミジンといった有機物を作ることにも成功している。これらはDNAの構成物質である。原始の地球において長い時間をかけて発生したアミノ酸やタンパク質は海や水溜りの中で凝集していきより大きな分子となっていった。ある時点で自分の複製を作れる特異的な分子が発生した。それが自己複製子であり、DNAである。この自己複製子が漂っている周りには複製子の構成分子も漂っていた。構成分子は自分と同じものと親和性があったので、元のDNAに同じ順序で結合していきDNAは複製されることとなった。その後、自己複製子のある水溜りは生産性、寿命、複製の正確性が優れている自己複製子によって占められていくようになった。ある自己複製子は自分の回りをタンパク質で囲むようになり、この自己複製子はそのおかげで他の自己複製子よりも安定になり、プールの中でより大きな割合を占めるようになっていった。現在の生物の個体とは、このDNAの周りを囲むタンパク質が長い時間の進化を経て複雑に、高度になったものである。したがって、進化の単位は個体ではなく、個体の中にある遺伝子に働くものと考えられる。

### 生存機械論
群選択説や古典的自然選択説である個体選択説では、種のための個体、個体のための遺伝子という考え方をするが、一連の利己的遺伝子論ではこれを逆転して考える。遺伝子は自らのコピーを残し、その過程で生物体ができあがるという考え方である。つまり、我々人間を含めた生物個体は遺伝子が自らのコピーを残すために一時的に作り出した「乗り物」に過ぎないということになる。コピーを残す効率に優れた「乗り物」を作り出せる遺伝子が、結果として今日まで存続してきたと言えることになるのである。
重要なのは、進化で中心的な役割を果たすのは種や個体の存続ではなく、遺伝子そのものの残りやすさとした点にある。個体の系統や種の存続はその結果にすぎない。生存・自己複製の究極的な単位は個体ではなく個別の遺伝子であるとし、個体内でも遺伝子同士の相克があると考える。

## 背景と学説史
利己的遺伝子論は1970年代の血縁選択説、社会生物学の発展を受けてジョージ・ウィリアムズ、E・O・ウィルソンらによって提唱された。イギリスの進化生物学者リチャード・ドーキンスが1976年に、『The Selfish Gene』（邦題『利己的な遺伝子』）を出版したことが広く受け入れられるきっかけとなったため、ドーキンスは利己的遺伝子論の代表的な科学者と見なされるようになった。
1960年から70年代の進化生物学における重要な論争の一つは、自然選択が働く単位は何か？であった。自然選択の定義に照らせば、自然選択を受ける実体は常に利己的である。なぜなら、自己の成功率を低めるような存在は、それが個体、群れ、種、そのほかの何であれ自然選択によって取り除かれるからである。自然選択が働く単位は何か？は、利己的な存在は何か？と言い直すことができる。
1970年代までは「種の保存」論やナイーブな群選択説、すなわち生物の利他的行動は種のためであり、生物の性質は種や群などグループの繁栄のために最適化されているという考えが一般的であった。しかし群選択説は理論的にも実証的にも確認されたものではなく、無批判に肯定されていた。それに対する別の見解が「利己的遺伝子論」に代表される遺伝子中心視点である。
はじめて遺伝子の視点から生物進化を解釈できることを示したのは、20世紀前半の集団遺伝学の創設者ロナルド・フィッシャーとJ・B・S・ホールデンらであった。1950年代にはテオドシウス・ドブジャンスキーが「進化」を「遺伝子プール内の遺伝子頻度の変化」と定義した。1964年にウィリアム・ハミルトンが社会性昆虫の研究から血縁選択説を提唱したが、これは遺伝子中心視点主義を論理的に支持する重要な概念であった。ハミルトンの血縁淘汰説はそれまでのダーウィンの唱えた進化説の矛盾を解消するものであった。ダーウィンは進化を自然淘汰と言う考えを用いて上手く説明したが、その考えは淘汰は個体に対して働くと言うものだったため例外的に説明できない例が自然界に存在した。ミツバチが他の個体の子供を育てる理由などを説明できなかった。それに対し、ハミルトンの唱えた血縁淘汰説は自分の血縁者の利益は自分の利益にもなると言う考えでミツバチの子育てなどの一見利他的な行動を上手く説明することが出来た。
1966年にジョージ・ウィリアムスが『適応と自然選択』で群選択説の論理的な誤りを指摘し、初めて進化における遺伝子中心視点主義を明確に提唱した。1975年にはやはり社会性昆虫の研究者であったエドワード・オズボーン・ウィルソンが論争的な大著『社会生物学』をあらわした。1976年のリチャード・ドーキンスの『利己的な遺伝子』は、当時広く信じられていた（現在でも信じられている）種の保存論が誤りであることと、血縁選択説、ジョン・メイナード＝スミスのESS（進化的に安定な戦略）理論、ロバート・トリヴァーズの親の投資と互恵的利他主義などの当時の最新の研究成果を、難解な数式を使わずに一般向けに説明したものである。『利己的な遺伝子』の遺伝子淘汰説以前は、ダーウィンの進化説のジレンマである利他的行動を説明するために血縁淘汰説が用いられていたが、血縁淘汰説は利他的行動を説明するために突然出てきたためになぜ血縁淘汰説が成立するのかの説明が不十分であった。しかし、ドーキンスの遺伝子淘汰説は「遺伝子は個体に優先する」という原理をとるだけで利他的行動を上手く説明することが出来た。1980年代の社会生物学論争を経て、遺伝子を自然選択の単位と見なすこの立場は広く受け入れられていった。
この説の拡張に貢献している現代の主要な理論家には、メイナード＝スミス、G.ウィリアムス、トリヴァーズらの他ヘレナ・クローニン、デイビッド・ヘイグ、デイビット・ハル、フィリップ・キッチャー、ティム・クラットンブロック、ダニエル・デネットなどがいる。

## 影響
この語はあくまでも「遺伝子から生物の進化を解釈する」ことを言い換えただけであるが、遺伝子という機械的なシステムに対して「利己的」のような擬人的な形容を使ったことが目新しく、生物学よりむしろ、それ以外の一般メディアで広がってしまった。スティーヴン・ジェイ・グールドやリチャード・レウォンティンは優生学の復活を懸念し、1975年から85年にかけてウィルソンを公に非難した。76年にタイム誌がこの問題を取り上げると批判は拡大し、ウィルソンの講義は妨害を受け、『利己的な遺伝子』の出版後にはドーキンスも同様の批判に晒された。

### さまざまな誤解
利己的遺伝子という言葉はあくまで一種の比喩表現だが、しばしば次のような誤解を招いている。
- 利己的遺伝子論は遺伝決定論や還元主義だという誤解。
- 利己的遺伝子論は遺伝子が意志を持って振る舞うと主張しているという誤解。
- 利己的遺伝子論は生物個体の振る舞いが常に利己的だと主張しているという誤解。
- 利己的遺伝子論は遺伝子だけが価値ある物で、生物個体は無価値だと主張しているという誤解。

誤解の原因の一つに、一般に用いる「利己的」は道徳的判断を含むが、この場合の「利己的」とは純粋に行動上の評価であり道徳的な意味はない事が挙げられる。例えば、あるオス鳥が仲間のために餌を運び続けたとする。その様子を見たメスが、その行動を気に入り、多くのメスがそのオスと交尾をした場合、人間の道徳心から見れば、結果はどうであれ餌を運び続けたのは利他的な行為だったと言うだろう。しかし遺伝子中心視点では、結果的に自己の繁殖率を高めているのだから、鳥の意図はどうであれ利己的な行動であったとみなす。
あたかも遺伝子自体が意志をもって利己的に振る舞うかのごとくイメージされることがあるが、誤読である。ドーキンスも誤読されることを予測して本書の中で「利己的な遺伝子」という表現は説明を簡単にするための比喩、あるいは群淘汰の対比に過ぎないと繰り返し強調している。
人間は赤の他人に手を貸すような真の利他性を見せることがある。だから利己的遺伝子と言う説明では不十分だと指摘もある。ウィルソンは人間行動に遺伝子中心視点を遠慮無く当てはめたが、そのうえで人間は社会や文化の拘束も受けると認めている。ドーキンスも、人間を遺伝子視点だけで説明しようとするのは誤りであると述べる。一方人間の真の利他行為は社会的評価に結びついている適応的な行為であると見なす社会選択説もある。
用いられる比喩が単純なものであったため、ある性質は一対一である遺伝子に結びついているのだ、のような遺伝子決定論・還元論的な用いられ方をすることもある。例えば「浮気は浮気遺伝子のせいだ」などである。この誤解は遺伝子の利己性を否定するものだけでなく、肯定するものにも見られる。一つの遺伝子が一つの形質と一対一で対応している事はまれであるから、「○○のための遺伝子」など存在しないといってよく、机上の空論であるという批判もある。しかしここで問題になっているのは、ある性質が単一の遺伝子によって決まるかどうかではなく、ある性質が選択されるかどうかである。「○○のための遺伝子」は話を単純化するための便宜的な表現でしかない。そしてたとえばイヌは人為選択の末、人になつきやすい性質を発達させてきた。おそらくなつきやすさを決める単一の遺伝子など存在しないが、それでも「なつきやすさ」は選択の対象となりうる。
「生物が生存機械であるならば、人間が生きる目的や意義はないのか？」という指摘に対してドーキンスは次のように答えている。
確かにこの宇宙には究極的な意志や目的など何もないのだろう。しかし、一方、個人の人生における希望を宇宙の究極的な運命に託している人間など私たちのうちに一人も存在していないこともまた事実である。それが普通の感じ方というものだ。我々の人生を左右するのは、もっと身近で、より具体的な思いや認識である。
また、生物の究極的な運命や、生物がどうであると言う言明と、人間がどうであるべきと言う主張は全く別であるとも述べている（「である－べきである議論」も参照）。

## 批判
霊長類学者フランス・ドゥ・ヴァールは利己的という語の用い方について、ある単語に全く異なる意味を与えて用いる際には決して誤解が起きないような単語を選ぶべきであった、と述べた。哲学者エリオット・ソーバーはこの点について、一般的に我々が用いる道徳的判断である利己主義を「俗称的利己主義」、比喩表現としての利己主義を「進化的利己主義」と使い分けるよう提案した。